# فلوریان لاپیس
فلوریان لاپیس (انگلیسی: Florian Lapis؛ زادهٔ ۸ اوت ۱۹۹۳) بازیکن فوتبال است.
از باشگاه‌هایی که در آن بازی کرده‌است می‌توان به باشگاه فوتبال پاریس اشاره کرد.